# Jürgen Heinrich
Pour les articles homonymes, voir Heinrich.
Jürgen Bruno Heinrich, né le 20 août 1945 à Groß Godems (Allemagne), est un acteur, doubleur et réalisateur allemand.

## Biographie
Le père de Heinrich a disparu après la guerre et il a grandi orphelin avec sa mère, la politicienne Emma Heinrich. Après une formation de constructeur naval en acier, Heinrich étudie le théâtre à l'Université de théâtre de Leipzig en 1965. Au cours de sa deuxième année d'études, il est embauché pour la production de Deutsche Film AG (DEFA), Les Adieux d'Egon Günther. Depuis, Heinrich est apparu dans de nombreuses productions cinématographiques et télévisuelles en RDA.
En 1982, il démissionne du SED pour protester contre l'invasion des troupes soviétiques en Afghanistan, ce qui entraîne une interdiction de travailler. Pendant trois ans, il survit grâce à des petits boulots de chauffeur de taxi et de tailleur. En 1985, il doit quitter la RDA pour Berlin-Ouest, où le théâtre Schiller l'engage pour deux ans et demi. Il est apparu dans Les Ailes du désir (1986/1987) et dans Ein Richter für Berlin (de) (1988). Pendant cette période, Heinrich a reçu des rôles invités dans des séries télévisées telles que Tatort, Le Renard (Der Alte) et Praxis Bülowbogen.
En 1992, Sat.1 lui propose le rôle principal dans la série policière Wolff, police criminelle (Wolffs Revier), dans laquelle il incarne un détective en chef et réalise également pour la première fois l'épisode Tag der Abrechnung. En 1993, il reçoit le prix Adolf Grimme de bronze pour la série, conjointement avec Karl Heinz Willschrei, Klaus Pönitz et Gerd Wameling. Le dernier épisode, intitulé Fear, a été diffusé le 24 mai 2006 et s'est terminé par la mort du protagoniste. Selon la déclaration de Jürgen Heinrich lors de l'émission Johannes B. Kerner, toute l'équipe a été surprise par l'annulation du format. La raison de la fin n'était pas les notes absolues, mais plutôt les notes obtenues dans le groupe cible pertinent pour la publicité. La série a été réactivée à nouveau en 2011. La mort présumée du personnage de Heinrich, Wolff, a été décrite comme signifiant qu'il était simplement tombé dans le coma. Cependant, ce n'était qu'un film de 90 minutes. Là encore, l'audience du groupe cible pertinent pour la publicité a été la raison pour laquelle aucun autre épisode ou film n'a été commandé.
Jürgen Heinrich a également travaillé à plusieurs reprises comme doubleur. Il a doublé Fred Dryer dans le rôle titre de la longue série policière américaine Hunter, James Belushi dans Palermo vergessen, William Hurt dans A. I. – Künstliche Intelligenz, Samuel L. Jackson dans Deep Blue Sea et James Cromwell dans Spirit - Der wilde Mustang. Il prête également sa voix au rôle de Friedrich Wagner dans la pièce radiophonique feuilleton … und nebenbei Liebe (de).
Heinrich vit à Berlin.

## Filmographie (sélection)
- 1968 : Les Adieux
- 1971 : Connaissez-vous Urban ? (Kennen Sie Urban?)
- 1974 : Leben mit Uwe
- 1974 : Zum Beispiel Josef
- 1976 : Hostess
- 1977 : Der kleine Zauberer und die große Fünf
- 1977 : Das unsichtbare Visier
- 1977 : Du und icke und Berlin (TV)
- 1977/1979 : Feuer unter Deck
- 1978 : Hiev up
- 1978 : Sabine Wulff
- 1978 : Das unsichtbare Visier – King Kong Grippe
- 1979 : Marta, Marta (TV)
- 1979 : Der Staatsanwalt hat das Wort – Geschenkt ist geschenkt (TV)
- 1979 : Der Staatsanwalt hat das Wort – Tote Stunden (TV)
- 1979 : Polizeiruf 110 : Die letzte Fahrt (série télévisée)
- 1980 : Polizeiruf 110 : Die Entdeckung
- 1981 : Polizeiruf 110 : Trüffeljagd
- 1981 : Trompeten-Anton (TV)
- 1982 : Polizeiruf 110 : Petra
- 1982 : Der Staatsanwalt hat das Wort – Hoffnung für Anna (TV)
- 1983 : Märkische Chronik (TV, 10 épisodes)
- 1983 : Der Scout
- 1986 : Tatort : Tödliche Blende (série télévisée)
- 1987 : Einzug ins Paradies (série télévisée en six parties)
- 1987 : Drei Damen vom Grill (TV, épisode 86 : Panikmache)
- 1987 : Praxis Bülowbogen (saison 1, épisode 7 Kleine Nachtmusik)
- 1987 : Les Ailes du désir (Der Himmel über Berlin)
- 1988 : Ein Richter für Berlin
- 1988 : Derrick (série télévisée, un épisode)
- 1988 : Tatort : Moltke
- 1989 : Tatort : Alles Theater
- 1990 : Le Renard (Der Alte) – épisode 154 : Der Verlierer
- 1991 : Rückkehr ins Leben (téléfilm)
- 1991 : Le Renard (Der Alte) – épisode 162 : Grenzenlos
- 1992 : Die Männer vom K3 – Ein langes Wochenende
- 1992–1994 : Unsere Hagenbecks (15 épisodes)
- 1992–2006 : Wolff, police criminelle (Wolffs Revier) (série télévisée, 173 épisodes)
- 1993 : Das Haus im Ginster
- 1999 : Das Traumschiff – Tahiti
- 2000 : Polizeiruf 110 : Blutiges Eis
- 2000 : Tatort : Einsatz in Leipzig
- 2000 : Le Renard (Der Alte) – épisode 252 : Freigesprochen
- 2004 : Siska (série télévisée, un épisode)
- 2006 : Le Renard (Der Alte) – épisode 311 : Racheengel
- 2006 : Dresden (téléfilm)
- 2007 : Frühstück mit einer Unbekannten
- 2007 : Le Renard (Der Alte) – épisode 315 : Mord ist keine Lösung
- 2007 : An die Grenze (TV)
- 2007 : Das Vermächtnis der heiligen Lanze (La lance de la destinée, minisérie)
- 2008 : Brigade du crime (SOKO Leipzig) (série télévisée, un épisode)
- 2008 : Inga Lindström – Un amour sans limite (Rasmus und Johanna |Rasmus und Johanna)
- 2009 : Prinz und Bottel (TV)
- 2009 : Un cas pour deux (Ein Fall für zwei) (série télévisée, un épisode)
- 2010 : Die Grenze (TV)
- 2010 : Tod einer Schülerin (TV)
- 2010 : Der Staatsanwalt – Lass die Toten ruhen (TV)
- 2010 : Haltet die Welt an
- 2011 : Inga Lindström – Sommer der Erinnerung
- 2011 : Ein mörderisches Geschäft
- 2012 : Wolff, police criminelle – Kampf im Revier (TV)
- 2012 : Auf Herz und Nieren
- 2014 : Meine Mutter, meine Männer
- 2015 : Tod auf der Insel
- 2016 : Weissensee, série télévisée, quatrième saison
- 2016 : Die Stadt und die Macht, TV-Sechsteiler
- 2017 : Friesland – Krabbenkrieg (TV)
- 2017 : Rosamunde Pilcher – Wenn Fische lächeln (TV)
- 2017 : Die Spezialisten – Im Namen der Opfer
- 2018 : Inga Lindström – Entscheidung für die Liebe (TV)
- 2018 : Morden im Norden – Jäger und Sammler
- 2018 : Bettys Diagnose – Schöne Bescherung
- 2018–2019 : Weingut Wader  (série télévisée)
- 2020 : Praxis mit Meerblick – Familienbande
- 2020 : 9 Tage wach (TV)
- 2020 : Takeover – Voll Vertauscht
- 2022 : Freundschaft auf den zweiten Blick
- 2022 : Kleo
- 2022 : Ein starkes Team : ''Schulzeit
- 2022 : Division criminelle (SOKO Köln) – épisode Der Pakt
- 2023 : Hotel Mondial – Am Abgrund, Zurück auf Los
- 2024 : Kommissar Dupin – Bretonischer Ruhm

## Théâtre
- 1978 : Alexander Wampilow : Letzten Sommer in Chulimsk (Pashka) – Mise en scène : Horst Schönemann (Deutsches Theater Berlin – Kammerspiele)

## Récompenses et distinctions
- Prix Adolf Grimme 1993 : pour Wolff, police criminelle (partagé avec : Karl Heinz Willschrei et Klaus Pönitz)
- German Television Awards 1999 : nomination au prix du Meilleur acteur dans une série télévisée (Bester Schauspieler in einer Hauptrolle - Serie) pour Wolff, police criminelle

- (en) Jürgen Heinrich: Awards, sur l'Internet Movie Database